# Goodangarkia
Goodangarkia is een geslacht van rechtvleugeligen uit de familie sabelsprinkhanen (Tettigoniidae). De wetenschappelijke naam van dit geslacht is voor het eerst geldig gepubliceerd in 2009 door Rentz.

## Soorten
Het geslacht Goodangarkia  is monotypisch en omvat slechts de volgende soort:
- Goodangarkia prasinus (Karny, 1911)